# Just Shoot Me!
Just Shoot Me! (em Portugal, Ai, Que Vida!) é um sitcom americano que permaneceu no ar por sete temporadas na NBC, de 4 de março de 1997 até 16 de agosto de 2003, com 148 episódios produzidos. Era exibida no Brasil pelo canal a cabo Sony durante a produção da série, e mais tarde, em 2011 foi exibida pelo canal Liv. 

## Sinopse
A série mostra o dia-a-dia da redação da revista feminina "Blush". Quando a jornalista Maya, é despedida do emprego em um jornal de TV, após fazer a âncora chorar no ar. Não conseguindo encontrar outro emprego, ela se vê forçada a trabalhar para a revista de seu pai, "Blush".  

## Criadores
A série foi criada por Steven Levitan, o mesmo criador de Modern Family.

## Elenco
- Laura San Giacomo - Maya Gallo
- George Segal      - Jack Gallo
- Enrico Colantoni  - Elliot DiMauro
- Wendie Malick     - Nina Van Horn
- David Spade       - Dennis Finch
- Rena Sofer        - Vicki Costa (2002-2003)

## Prêmios e Indicações
- Foi indicada a seis prêmios Emmy e sete Golden Globe.